# Gilles Conen de Saint-Luc
Pour les autres membres de la famille, voir famille Conen de Saint-Luc.
Gilles Conen de Saint-Luc ou Gilles René Conen de Saint-Luc est né le 18 septembre 1721 à Rennes, paroisse Saint-Georges, et décédé guillotiné le 19 juillet 1794 à Paris, Place de la nation, avec son épouse Françoise Marie du Bot, et sa fille Victoire Conen de Saint-Luc. Il fut conseiller, puis président à mortier du Parlement de Bretagne. 

## Biographie
Gilles Conen de Saint-Luc est un membre de la famille Conen de Saint-Luc dont plusieurs représentants ont laissé un trace dans l'histoire. Il est le frère de Toussaint Conen de Saint-Luc, qui fut le dernier évêque de Cornouaille, le père d'Athanase Conen de Saint-Luc, plusieurs fois député et préfet entre 1811 et 1830 et le grand-père de Gaston Conen de Saint-Luc, qui fut aussi député (entre 1885 et 1889).
Il fit ses études au collège des Jésuites de Rennes et devint avocat. Le 21 août 1744, il est admis, avec dispense d'âge) conseiller au Parlement de Bretagne (Parlement Tournelle), puis président à mortier du dit Parlement (Parlement Maupeou) entre 1771 et 1774. Il s'opposa aux mesures contre les Jésuites et montra une fidélité constante au roi Louis XV, même au plus fort de la fronde menée par les États de Bretagne, refusant de démissionner comme le font alors la plupart de ses collègues. 

Des pamphlets sont alors rédigés contre lui et il s'en plaint au Roi, comme celui intitulé Pour M. Conen de Saint-Luc qui est d'une franche vulgarité et même diffamatoire. Des placards injurieux sont affichés à sa porte. Par exemple celui-ci, intitulé "Rondeau" :

Lorsque Louis XVI rétablit le Parlement de Bretagne en 1774, Gilles Conen de Saint-Luc se démet de sa charge, obtient une modeste pension de 2000 livres et se retire en son château du Bot en Quimerch.
Ce château était un bien de famille de son épouse, Françoise Marie du Bot, née le 17 juillet 1743 au château du Bot en Quimerch (Finistère), et dont il eut sept enfants dont un mort en bas âge.
Pendant la Révolution française, il cache des prêtres réfractaires et s'oppose à l'évêque constitutionnel de Quimper, Mgr Expilly. Le 10 octobre 1793, il est arrêté, ainsi que son épouse Françoise Marie du Bot et leur fille Victoire Conen de Saint-Luc, religieuse de La Retraite à Quimper. Conduits à la prison de Carhaix, ils sont ensuite transférés à la prison de la Conciergerie à Paris, traduits devant le Tribunal révolutionnaire et condamnés à mort « comme ennemis du peuple, ayant secondé la révolte des brigands de Vendée et le fanatisme ». Ils sont tous les trois guillotinés le 19 juillet 1794 (1er thermidor an IV) « place du Trône Renversé » (actuelle place de la Nation) ; leurs cadavres furent jetés non loin de là, dans une fosse commune, au fond du jardin d’un couvent de chanoinesses de Saint-Augustin fermé et réquisitionné, devenu aujourd’hui le cimetière de Picpus où reposent les victimes des massacres parisiens de la Grande Terreur.

le procès en béatification de Victoire a été ouvert en 1919 à la demande des Sœurs de La Retraite).

## Armoiries
| Armes | Famille Conen de Saint-Luc |
| ----- | --- |
|       | D'argent coupé d'or, un lion l'un dans l'autre, armé, couronné et lampassé de gueules. Devise : Qui est sot a son dam Couronne : de marquis Supports : deux lions Ce sont des Armes à enquerre |